# Gabriel Ramos
Gabriel Ramos da Penha (Rio de Janeiro, 20 marzo 1996) è un calciatore brasiliano, centrocampista del Cianorte.

## Carriera
Cresciuto nelle giovanili di Bahia e Flamengo, nel 2017 viene acquistato dal Cuiabá, in Série C, con cui gioca 5 partite tra campionato e Coppa del Brasile. Nel 2018 si trasferisce in Europa alla Dinamo Batumi, club della seconda divisione del campionato georgiano, segnando 5 gol in 21 presenze, contribuendo alla promozione in prima divisione. L'anno successivo gioca 35 partite e segna 4 gol nella prima divisione georgiana. All'inizio del 2020 firma per i bielorussi del Tarpeda-BelAZ, segnando 12 gol in 30 presenze complessive. Nel gennaio del 2021 passa ai lettoni del Riga FC, ma nell'agosto dello stesso anno torna in Brasile in prestito al Londrina, in Série B.

## Statistiche

### Presenze e reti nei club
Statistiche aggiornate al 7 luglio 2022.
| Stagione             | Squadra              | Campionato           | Campionato | Campionato | Coppe nazionali | Coppe nazionali | Coppe nazionali | Coppe continentali | Coppe continentali | Coppe continentali | Altre coppe | Altre coppe | Altre coppe | Totale | Totale |
| Stagione             | Squadra              | Comp                 | Pres       | Reti       | Comp            | Pres            | Reti            | Comp               | Pres               | Reti               | Comp        | Pres        | Reti        | Pres   | Reti   |
| -------------------- | -------------------- | -------------------- | ---------- | ---------- | --------------- | --------------- | --------------- | ------------------ | ------------------ | ------------------ | ----------- | ----------- | ----------- | ------ | ------ |
| 2017                 | Cuiabá               | C                    | 4          | 0          | CB              | 1               | 0               |                    | -                  | -                  |             | -           | -           | 5      | 0      |
| 2018                 | Dinamo Batumi        | EL2                  | 21         | 5          | CG              | 0               | 0               |                    | -                  | -                  |             | -           | -           | 21     | 5      |
| 2019                 | Dinamo Batumi        | EL                   | 35         | 4          | CG              | 1               | 0               |                    | -                  | -                  |             | -           | -           | 36     | 4      |
| Totale Dinamo Batumi | Totale Dinamo Batumi | Totale Dinamo Batumi | 56         | 9          |                 | 1               | 0               |                    | -                  | -                  |             | -           | -           | 57     | 9      |
| 2020                 | Tarpeda-BelAZ        | VL                   | 28         | 11         | CB+CB           | 0+2             | 0+1             |                    | -                  | -                  |             | -           | -           | 30     | 12     |
| gen.-ago. 2021       | Riga FC              | VL                   | 10         | 2          | CL              | -               | -               | UCL+UECL           | -                  | -                  |             | -           | -           | 10     | 2      |
| ago.-dic. 2021       | Londrina             | B                    | 5          | 0          | CB              | -               | -               |                    | -                  | -                  |             | -           | -           | 5      | 0      |
| 2022                 | Riga FC              | VL                   | 16         | 7          | CL              | 0               | 0               | UECL               | 1                  | 1                  |             | -           | -           | 17     | 8      |
| Totale carriera      | Totale carriera      | Totale carriera      | 119        | 29         |                 | 4               | 1               |                    | 1                  | 1                  |             | -           | -           | 124    | 31     |